# به جنگل خوش‌آمدید
به جنگل خوش آمدید (به انگلیسی: Welcome to the Jungle) ترانه‌ای از گروه راک آمریکایی، گانز اند روزز است. این آهنگ اولین آهنگ از آلبوم اشتها برای تخریب است که اولین آلبوم گروه هم به شمار می‌رود. به جنگل خوش آمدید به عنوان دومین تک‌آهنگ گروه در تاریخ ۳ اکتبر ۱۹۸۷ منتشر شد و در جدول ۱۰۰ آهنگ داغ بیلبورد مقام هفتم را بدست آورد. این آهنگ همچنین در جدول تک‌آهنگ‌های بریتانیا هم مقام بیست و چهارم را کسب کرد. در انگلستان، یک نسخه بازخوانی زنده از آهنگ یه عالمه رویز از گروه ای‌سی/دی‌سی در پست دیسک آهنگ قرار داشت و در ایالات متحده هم آهنگ آقای بران‌استون که آنهم از آلبوم میل به تخریب بود، در آن طرف دیسک ضبط داده شده بود. در سال ۲۰۰۹، وی‌اچ‌وان آهنگ به جنگل خوش آمدید را به عنوان برترین آهنگ هارد راک تمامی دوران‌ها انتخاب کرد.

## پرسنل
- اکسل رز - آوازخوان اصلی و ضرب
- لزی استرادلین - آوازخوان پشتیبان، گیتار ریتم
- اسلش - گیتار لید
- داف مک‌کگن - آوازخوان پشتیبان و گیتار بیس
- استیون آدلر - درامز